# 纳巴德维普
纳巴德维普（Nabadwip），是印度西孟加拉邦Nadia县的一个城镇。总人口115036（2001年）。

## 人口
该地2001年总人口115036人，其中男性58268人，女性56768人；0—6岁人口9957人，其中男5107人，女4850人；识字率75.49%，其中男性为80.46%，女性为70.39%。